# Gran Premio de Estados Unidos de Motociclismo
El Gran Premio de Estados Unidos de Motociclismo fue una carrera de motociclismo de velocidad que se disputó en dos autódromos de Estados Unidos. La primera carrera se disputó en 1963 en Daytona International Speedway, pero no formó parte del Campeonato Mundial de Motociclismo. Posteriormente las ediciones de 1964 y 1965 sí formaron parte del mundial.
La carrera volvió 23 años después, en 1988, pero esta vez lo hizo en el circuito de Laguna Seca, y se disputó desde 1988 hasta 1994.
Más tarde volvió otra vez el gran premio también a Laguna Seca recibiendo únicamente la carrera de la máxima categoría, las MotoGP. Esta vez se disputó desde 2005 hasta 2013. La carrera convivió con el Gran Premio de Indianápolis a partir de 2008, y el Gran Premio de las Américas en 2013.
El piloto estadounidense Wayne Rainey y el australiano Casey Stoner han ganado el Gran Premio de Estados Unidos tres veces en la categoría principal.

## Ganadores
Nota: las ediciones que no formaron parte del Campeonato Mundial de Motociclismo tienen fondo rosa.

### Ganadores múltiples (pilotos)
| # Victorias | Piloto              | Victorias | Victorias        |
| # Victorias | Piloto              | Categoría | Años ganador     |
| ----------- | ------------------- | --------- | ---------------- |
| 3           | Kunimitsu Takahashi | 500 cc    | 1962             |
| 3           | Kunimitsu Takahashi | 125 cc    | 1962             |
| 3           | Kunimitsu Takahashi | 50 cc     | 1962             |
| 3           | Casey Stoner        | MotoGP    | 2007, 2011, 2012 |
| 3           | Hugh Anderson       | 125 cc    | 1964, 1965       |
| 3           | Hugh Anderson       | 50 cc     | 1964             |
| 3           | Wayne Rainey        | 500 cc    | 1989, 1990, 1991 |
| 3           | John Kocinski       | 500 cc    | 1993             |
| 3           | John Kocinski       | 250 cc    | 1989, 1990       |
| 2           | Ernst Degner        | 125 cc    | 1963             |
| 2           | Ernst Degner        | 50 cc     | 1965             |
| 2           | Mike Hailwood       | 500 cc    | 1964, 1965       |
| 2           | Luca Cadalora       | 500 cc    | 1994             |
| 2           | Luca Cadalora       | 250 cc    | 1991             |

### Ganadores múltiples (constructores)
| # Victorias | Constructor | Victorias | Victorias                          |
| # Victorias | Constructor | Categoría | Años ganador                       |
| ----------- | ----------- | --------- | ---------------------------------- |
| 16          | Honda       | MotoGP    | 2005, 2006, 2009, 2011, 2012, 2013 |
| 16          | Honda       | 500 cc    | 1962                               |
| 16          | Honda       | 250 cc    | 1961, 1988, 1991, 1993, 1994       |
| 16          | Honda       | 125 cc    | 1962, 1993, 1994                   |
| 16          | Honda       | 50 cc     | 1962                               |
| 12          | Yamaha      | MotoGP    | 2008, 2010                         |
| 12          | Yamaha      | 500 cc    | 1963, 1988, 1989, 1990, 1991, 1994 |
| 12          | Yamaha      | 250 cc    | 1963, 1965, 1989, 1990             |
| 6           | Suzuki      | 125 cc    | 1963, 1964, 1965                   |
| 6           | Suzuki      | 50 cc     | 1963, 1964, 1965                   |
| 2           | MV Agusta   | 500 cc    | 1964, 1965                         |

### Por año
| Año  | Circuito    | MotoGP          | Constructor |
| ---- | ----------- | --------------- | ----------- |
| 2013 | Laguna Seca | Marc Márquez    | Honda       |
| 2012 | Laguna Seca | Casey Stoner    | Honda       |
| 2011 | Laguna Seca | Casey Stoner    | Honda       |
| 2010 | Laguna Seca | Jorge Lorenzo   | Yamaha      |
| 2009 | Laguna Seca | Dani Pedrosa    | Honda       |
| 2008 | Laguna Seca | Valentino Rossi | Yamaha      |
| 2007 | Laguna Seca | Casey Stoner    | Ducati      |
| 2006 | Laguna Seca | Nicky Hayden    | Honda       |
| 2005 | Laguna Seca | Nicky Hayden    | Honda       |

| Año  | Circuito    | 50 cc               | 50 cc       | 125 cc              | 125 cc      | 250 cc          | 250 cc      | 500 cc              | 500 cc      |
| Año  | Circuito    | Piloto              | Constructor | Piloto              | Constructor | Piloto          | Constructor | Piloto              | Constructor |
| ---- | ----------- | ------------------- | ----------- | ------------------- | ----------- | --------------- | ----------- | ------------------- | ----------- |
| 1994 | Laguna Seca |                     |             | Takeshi Tsujimura   | Honda       | Doriano Romboni | Honda       | Luca Cadalora       | Yamaha      |
| 1993 | Laguna Seca |                     |             | Dirk Raudies        | Honda       | Loris Capirossi | Honda       | John Kocinski       | Cagiva      |
| 1991 | Laguna Seca |                     |             |                     |             | Luca Cadalora   | Honda       | Wayne Rainey        | Yamaha      |
| 1990 | Laguna Seca |                     |             |                     |             | John Kocinski   | Yamaha      | Wayne Rainey        | Yamaha      |
| 1989 | Laguna Seca |                     |             |                     |             | John Kocinski   | Yamaha      | Wayne Rainey        | Yamaha      |
| 1988 | Laguna Seca |                     |             |                     |             | Jim Filice      | Honda       | Eddie Lawson        | Yamaha      |
| 1965 | Daytona     | Ernst Degner        | Suzuki      | Hugh Anderson       | Suzuki      | Phil Read       | Yamaha      | Mike Hailwood       | MV Agusta   |
| 1964 | Daytona     | Hugh Anderson       | Suzuki      | Hugh Anderson       | Suzuki      | Alan Shepherd   | MZ          | Mike Hailwood       | MV Agusta   |
| 1963 | Daytona     | Mitsuo Itoh         | Suzuki      | Ernst Degner        | Suzuki      | Fumio Ito       | Yamaha      | Don Vesco           | Yamaha      |
| 1962 | Daytona     | Kunimitsu Takahashi | Honda       | Kunimitsu Takahashi | Honda       | Jess Thomas     | Motobi      | Kunimitsu Takahashi | Honda       |
| 1961 | Daytona     |                     |             |                     |             | Moto Kitano     | Honda       | Tony Godfrey        | Matchless   |